# Friedrich Wilhelm von Raison
Pour les articles homonymes, voir Raison (homonymie).
 (avril 2018).
Si vous disposez d'ouvrages ou d'articles de référence ou si vous connaissez des sites web de qualité traitant du thème abordé ici, merci de compléter l'article en donnant les références utiles à sa vérifiabilité et en les liant à la section « Notes et références ».
Friedrich Wilhelm Albrecht Karl Maximilian Raison, après 1787 von Raison (né le 13 janvier 1726 à Cobourg et mort le 20 novembre 1791 à Mitau) est un homme d’État et savant allemand.

## Famille
Le père, Jean Ferdinand Raison (né dans les années 1680 à Paris, mort le 3 décembre 1764 à Cobourg), est un réfugié français et a neuf enfants de son premier mariage et cinq enfants de son second mariage. Friedrich Wilhelm est le sixième enfant. Sa mère, Charlotte Raison née Badon, meurt à Iéna le 26 avril 1736.
Le 23 février 1772, il épouse Anna Sophie Recke à Mitau. Avec elle, il eut six enfants:
1. Friedrich Sigismund von Raison (26 novembre 1773, Mitau, décédé avant 1800)
2. Johann Georg Wilhelm von Raison (13 janvier 1775 Mitau - 1er juin 1836 Gross-Autz), marié deux fois, premier mariage en 1803 Luise Wehrt (décédée en 1809), deuxième mariage Charlotte Wilhelmine Bursy
3. Charlotte Sophie von Raison (7 juillet 1776 Mitau - 7 mars 1777 Mitau)
4. Charlotte Christiane de Raison (11 mars 1778 Mitau - 1795 Dresden), mariage avec environ 14 ans, avec Karl Christian Schiemann
5. Karl von Raison (30 janvier 1780 Mitau - 3 août 1811 Schwarden), marié à Karoline von Raison, n. Klappmeyer
6. Dorothea Henriette de Raison (1er juillet 1786 Mitau - 16 avril 1790 Mitau)

## Activité
Après avoir été à Livonie en tant qu'éducateur, il a poursuivi ses études à Iéna et, en même temps, a tenu pour de nombreux Courlandais et Livoniens présents à l'université un collège sur l'histoire et la constitution de leur patrie. Il est venu en Courlande en tant que maître de la cour du lieutenant Ferdinand von Fircks de Lesten, en 1762 il est devenu secrétaire secret du cabinet du duc Ernst Johann, qui est revenu d'exil à Courlande. Après son abdication en 1769, il reçut le 12 février le titre de conseil du chancelier du duc Pierre, sous lequel, bien que pas formellement, il prit la position d'un ministre de premier plan.

### Science et art
Raison n'était pas seulement un politicien, mais aussi une personne ayant des intérêts multiples dans la science et l'art. Sa particularité intellectuelle se caractérise par la brève notice nécrologique qui lui est dédiée par l’Intelligenzblatt de l’Allgemeine Literatur-Zeitung à Iéna lorsqu'il fut arraché à son duc par la mort, le 20 novembre 1791, au milieu d'une période de turbulence politique. « Cet homme méritoire et érudit, dit-il, n'excellait pas en tant qu'écrivain, mais il était l'un des hommes les plus spirituels de notre pays, connu pour les meilleures sciences ».
Le même témoignage dans une version plus détaillée lui est présenté par Johann Friedrich von Recke, qui dit de lui : « son esprit couvrait tout le champ de la connaissance humaine. Il écrivait et parlait le latin à sa plus grande perfection, ainsi que le français et l'italien, lisait le grec, l'anglais, l'espagnol et le russe, comprenait le letton et l'estonien. L'histoire et les mathématiques étaient ses sciences préférées, et dans ce dernier il possédait d'excellentes connaissances. Il était la véritable âme de tous les livres et collections d'art créés par le duc ; la plupart d'entre eux se sont réunis grâce à son activité. Il dirigeait le stylo avec tout, donnait tout et arrangeait tout. Toutes les pièces de monnaie et les médailles que les ducs Ernst Johann et Peter ont frappées jusqu'en 1784 sont aussi son "invention". Quant à son caractère, selon la description de son fils, le pasteur Johann Georg Wilhelm von Raison zu Groß-Autz, il était "un homme de principes fermes, de tempérament ardent, de sentiment violent, qui n'était pas affaibli par une constitution puissante et un régime alimentaire strict ; il était donc généralement considéré plus jeune qu'il ne l'était même plus tard. "Il n'aimait pas la grande compagnie, le jeu ou les plaisirs similaires qui étaient nutritifs pour l'esprit et le cœur", dit-il dans sa nécrologie, "mais une humeur presque toujours joyeuse et une bonne humeur heureuse faisaient de lui le compagnon le plus agréable dans le cercle de ses amis choisis avec sagesse »,,.

## Honneures

### Honneur pour les mérites politiques
En Courlande, l'attribution de l'indigénat était liée à une décision de la Chevalerie de Courlande ; le duc Pierre von Biron ne pouvait donc exprimer sa reconnaissance qu'à travers des honneurs matériels. En particulier, il a fait justice à ses mérites pour la fondation de l'Academia Petrina et lui a présenté une somme d'argent très considérable en février 1776, et en 1789, il lui a donné le domaine Neu-Laschen près de Hasenpoth en gage pour 99 ans.

### Élévation à la noblesse prussienne
En 1787, le roi Frédéric-Guillaume II de Prusse le nomme conseiller privé et l'élève au rang de noblesse pour ses services politiques au duché de Courlande, tant dans l'administration interne que dans la politique étrangère, ce qu'il a fait en presque trente ans de service désintéressé.

### Posthume - noblesse héréditaire russe
Par décision du 18 mars 1850 en référence à un avis d'expert du 21 février 1850, la noblesse héréditaire russe a été attribuée à Friedrich Wilhelm von Raison. La décision a été annoncée dans la Gazette du Sénat de Saint-Pétersbourg du 31 mars 1850. En conséquence, sa famille avait le droit de s'inscrire dans la quatrième partie des livres de noblesses.